# Österängens IP
Österängens IP – wielofunkcyjny stadion w Uppsali, w Szwecji. Obiekt może pomieścić 2700 widzów. Swoje spotkania rozgrywają na nim piłkarze klubu IFK Uppsala. W dniach 2–11 maja 2014 roku na stadionie rozegrano wszystkie spotkania pierwszej edycji Akademickich Mistrzostw Świata w futbolu amerykańskim.